# Ворожіння на баранячій лопатці
«Ворожіння на баранячій лопатці» (рос. «Гадание на бараньей лопатке») — латвійський радянський художній фільм режисера Ади Неретнієце. Знятий за сценарієм Олега Манджиєва на Ризькій кіностудії в 1988 році. Назва фільму походить від поширеного специфічного жанру калмицької народної творчості, який називається кемялген.

## Сюжет
Дія фільму відбувається на початку 1950-х років в невеликому сибірському селі, де перетнулися шляхи і долі засланих латишів, калмиків, росіян… Хлопчик-калмик Ліджі живе з дідусем, який ходить в тайгу, збирає трави, лікує односельців. Одного разу дідуся заарештували за безпідставним звинуваченням у вбивстві і підпалі ферми. Ліджі залишився один. Багато від нього відвернулися, але російська дівчина Валентина і його однолітки допомогли хлопчикові у важкі для нього дні.

## У ролях
- Церен Цатхланов —  Ліджі
- Максим Мунзук —  дід Анджа
- Юріс Жагарс —  латиш
- Світлана Рябова —  Валентина
- Володимир Ільїн —  Хомич
- Валерій Порошин —  оперуповноважений
- Андрій Ільїн —  Клич
- Болот Бейшеналієв —  Батва
- Артур Берзіньш —  ватажок банди
- Марина Карпичева —  мати Лепьошки
- Людмила Романова —  мати Чухи
- Костянтин Казаковцев —  Чуха
- Леонід Пескічев —  Коржик
- Леонід Бяков —  Затрєщина
- Олена Смєхова —  Дуняха

## Знімальна група
- Автор сценарію: Олег Манджиєв
- Режисер-постановник: Ада Неретнієце
- Оператор-постановник: Мартиньш Клейнс
- Композитор: Іварс Вігнерс
- Художник-постановник: Інара Антоне